# Liste der Monuments historiques in Chaligny
Die Liste der Monuments historiques in Chaligny führt die Monuments historiques in der französischen Gemeinde Chaligny auf.

## Liste der Immobilien
| Bezeichnung    | Beschreibung                  | Standort                  | Kennzeichnung | Schutzstatus | Datum | Bild           |
| -------------- | ----------------------------- | ------------------------- | ------------- | ------------ | ----- | -------------- |
| Kirche St-Remi | zwischen 1513 und 1530 erbaut | Rue Edmond Pintier (Lage) | PA00106006    | Inscrit      | 1926  | weitere Bilder |

## Liste der Objekte
| Bezeichnung                                | Beschreibung | Standort                     | Kennzeichnung | Schutzstatus | Datum | Bild |
| ------------------------------------------ | --- | ---------------------------- | ------------- | ------------ | ----- | ---- |
| Orgel                                      | Haupteintrag für PM54001296 | in der Kirche St-Remi (Lage) | PM54001295    | Inscrit      | 1990  |      |
| Instrumentalteil der Orgel                 | um 1810 gebaut | in der Kirche St-Remi (Lage) | PM54001296    | Inscrit      | 1990  |      |
| Kirchenfenster Jüngstes Gericht            | neugefasste Fragmente, 16. Jahrhundert                                                                                            | in der Kirche St-Remi (Lage) | PM54000127    | Classé       | 1908  |      |
| Hauptaltar                                 | Altartisch, Altaraufbau, Tabernakel, Retabel und fünf Skulpturen; Holz, farbig gefasst und vergoldet, Anfang des 18. Jahrhunderts | in der Kirche St-Remi (Lage) | PM54000130    | Classé       | 1972  |      |
| Skulpturengruppe Unterweisung Mariens      | Holz, farbig gefasst, versilbert und vergoldet, Anfang des 18. Jahrhunderts                                                       | in der Kirche St-Remi (Lage) | PM54000131    | Classé       | 1978  |      |
| Pietà                                      | Stein, 16. Jahrhundert | in der Kirche St-Remi (Lage) | PM54000128    | Classé       | 1923  |      |
| Skulptur Heilige Katharina von Alexandrien | Holz, farbig gefasst, 18. Jahrhundert                                                                                             | in der Kirche St-Remi (Lage) | PM54001448    | Inscrit      | 1983  |      |
| Skulptur Heiliger Remigius                 | Holz, vergoldet, Ende des 18. Jahrhunderts                                                                                        | in der Kirche St-Remi (Lage) | PM54001450    | Inscrit      | 1983  |      |
| 61 Kirchenbänke                            | Holz, 18. Jahrhundert | in der Kirche St-Remi (Lage) | PM54002052    | Inscrit      | 2015  |      |
| Kirchenfenster (1)                         | neugefasste Fragmente, Ende des 15. Jahrhunderts                                                                                  | in der Kirche St-Remi (Lage) | PM54000126    | Classé       | 1908  |      |
| Kirchenfenster (2)                         | 16. Jahrhundert | in der Kirche St-Remi (Lage) | PM54000129    | Classé       | 1924  |      |
| Skulptur Heilige Barbara                   | Stein, farbig gefasst, um 1500 | in der Kirche St-Remi (Lage) | PM54000132    | Classé       | 1983  |      |
| Skulptur Heiliger Nikolaus                 | Holz, farbig gefasst, 18. Jahrhundert                                                                                             | in der Kirche St-Remi (Lage) | PM54001449    | Inscrit      | 1983  |      |
| Marienaltar                                | Altartisch und Retabel; Holz, farbig gefasst und vergoldet, um 1775                                                               | in der Kirche St-Remi (Lage) | PM54001447    | Inscrit      | 1974  |      |